# Transworld Snowboarding (jeu vidéo)
Transworld Snowboarding est un jeu vidéo de snowboard développé par Housemarque et édité par Atari SA, sorti en 2002 sur Xbox.

## Accueil
- GameSpot : 7,6/10[1]
- IGN : 6,7/10[2]
- Jeux vidéo Magazine : 18/20[3]